# Fujiyoshida

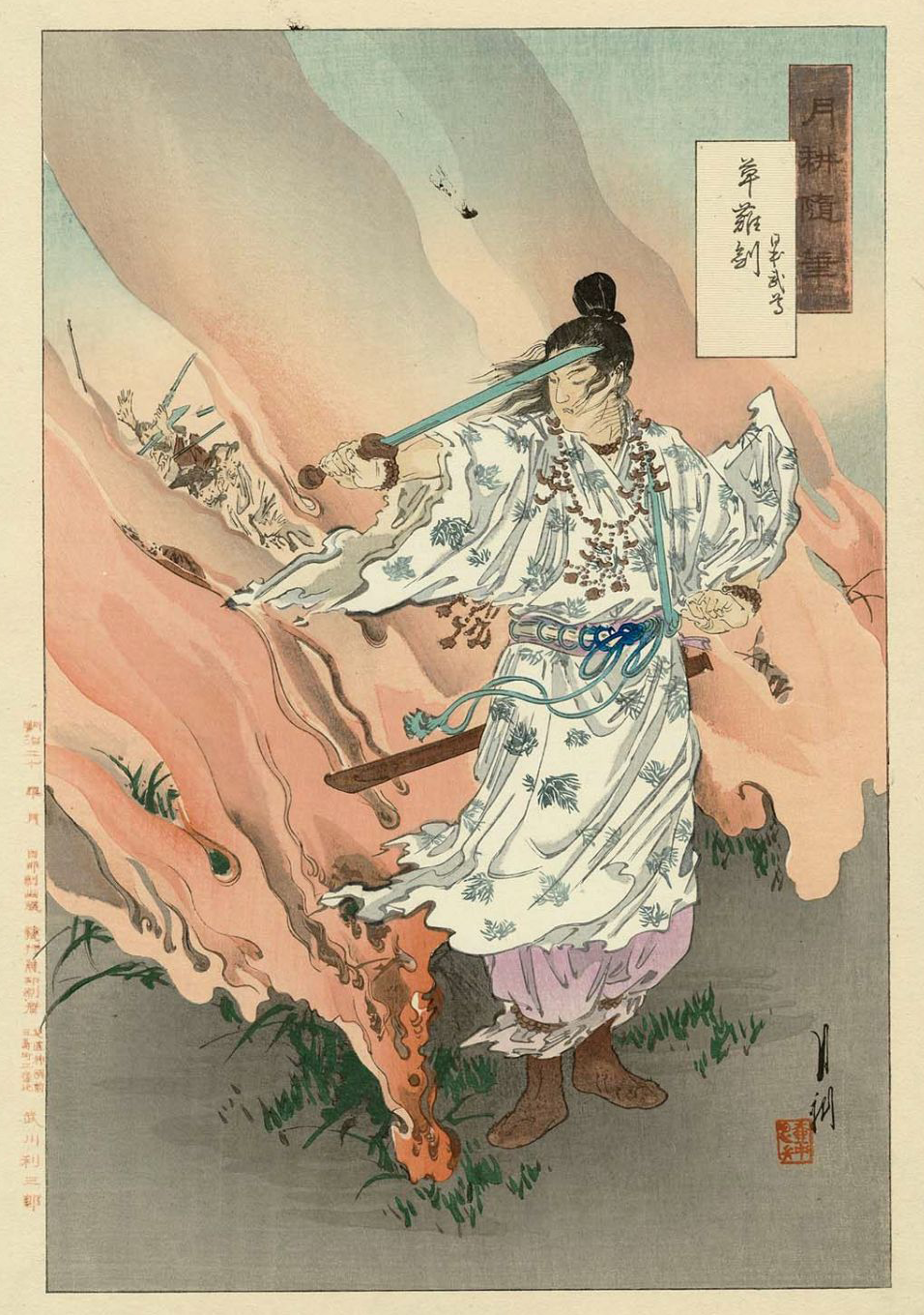
Gekkō Ogata (1859–1920), Yamato Takeru z mieczem Kusanagi-no-Tsurugi

Fujiyoshida (jap. 富士吉田市, Fujiyoshida-shi) – miasto w Japonii, na głównej wyspie Honsiu (Honshū), w prefekturze Yamanashi, około 120 km od Tokio.

## Położenie
Miasto jest położone w południowo-wschodniej części prefektury, u północnych podnóży góry Fudżi, na wysokości 750 m n.p.m., pomiędzy dwoma z Pięciu Jezior Fudżi: Yamanaka i Kawaguchi. Znajduje się tam 5. stacja wspinaczki na szczyt (punkt startowy wspinaczki).
Graniczy z miastami:
- Tsuru
- Fujinomiya

oraz kilkoma innymi miasteczkami.
Miasto powstało 20 marca 1951 roku poprzez połączenie mniejszych miast: Shimoyoshida, Asumi i Fujikamiyoshida.

## Lokalne atrakcje

### Pagoda Chūrei-tō
Pagoda Chūrei-tō jest częścią chramu shintō o nazwie Arakura Sengen (Asama). Została zbudowana na wzgórzu powyżej sanktuarium i trzeba pokonać czterysta stopni, aby do niej dojść. Jednakże jej lokalizacja umożliwia podziwianie niezwykłych widoków na górę Fudżi, które zmieniają się w zależności od pory roku. Szczególną popularnością zwiedzających miejsce to cieszy się w okresie kwitnienia wiśni (sakura) w połowie kwietnia oraz w jesiennym sezonie kolorów, który zwykle przypada na pierwszą połowę listopada.
Piękno pagody i jej otoczenia jest od lat przedmiotem niezliczonych fotografii. Wizerunek szkarłatnej struktury budowli w kolorach pór roku z majestatycznym tłem Fudżi jest powszechnie wykorzystywany jako symboliczny obraz kraju. Nieznana jest jednak jej historia jako pomnika pokoju, czy też właściwie cenotafu (ang. Fujiyoshida Cenotaph Monument). Został on zbudowany w 1958 roku dla uczczenia około 960 mieszkańców Fujiyoshidy, którzy zginęli w wojnach, które miały miejsce po 1868 roku: wojna chińsko-japońska (1894–1895), wojna rosyjsko-japońska (1904–1905), I i II wojna światowa.

### Chram Kitaguchi Hongū Fuji Sengen
Chram Kitaguchi Hongū Fuji Sengen (Asama) jest jednym z około 1300 sanktuariów Asama w Japonii, które uświęcają bóstwo wulkanów w ogóle, a w szczególności góry Fuji. W 2013 roku sanktuarium to zostało wpisane na listę światowego dziedzictwa UNESCO jako część należąca do góry Fudżi, obiektu dziedzictwa kulturowego, świętego miejsca i źródła artystycznej inspiracji.
Chramy Asama są poświęcone Konohana-no-sakuya-hime (Dziewoja Wywołująca Przekwitanie Kwiatów na Drzewach), żonie Ninigiego, bogini góry Fudżi i wszystkim wulkanom z japońskiej mitologii. Większość z nich znajduje się w pobliżu niej. Chociaż pochodzenie wiary w Asama jest niejasne, niektóre chramy znane są co najmniej od 29 roku p.n.e. Chram Kitaguchi Hongū Fuji Sengen został założony w 100 r. n.e., początkowo jako mały chram zbudowany z okazji wizyty Yamato Takeru (Bitny z Yamato), legendarnego księcia dynastii Yamato, syna 12. cesarza Keikō. Yamato Takeru przebywał przez pewien czas w tym regionie w drodze do prowincji Kai (obecnie prefektura Yamanashi). 
W 788 roku Konohana-no-sakuya-hime i duch Yamato Takeru zostali uświęceni w celu złagodzenia częstych erupcji góry Fudżi.
Chram jest usytuowany pośród gęstego starodrzewu, który do dziś jest wiązany ze światem duchów. Obszar zajmuje 99 tys. m², co czyni go jednym z największych chramów leśnych w Japonii. Wzdłuż długiego podejścia do głównego pawilonu stoją omszałe latarnie kamienne i wysokie cedry. Cztery mają około 1000 lat i obwód 23 metrów.

## Galeria

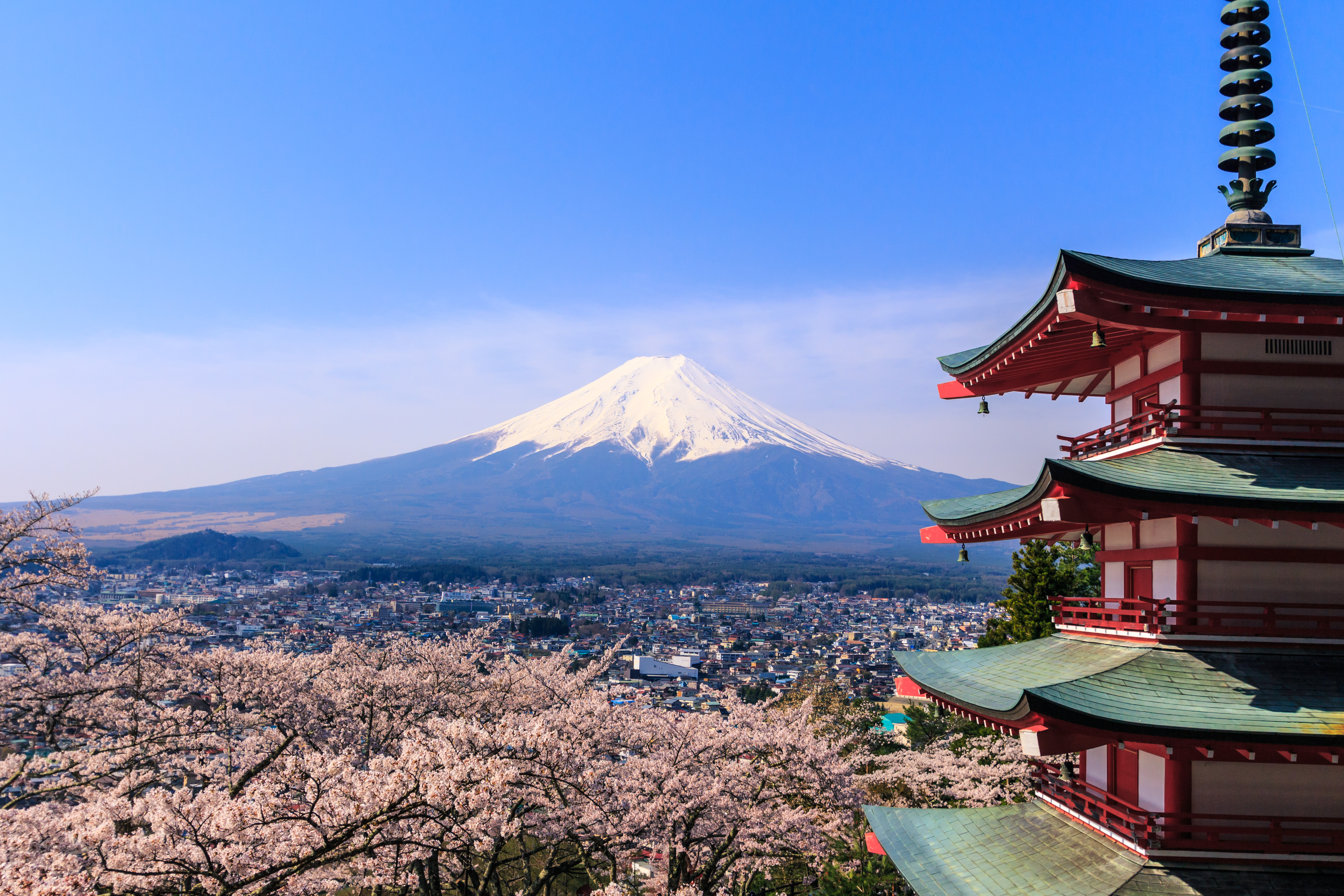
Fujiyoshida: pagoda Chūrei-tō, sakura w Park Arakurayama Sengen, Fudżi
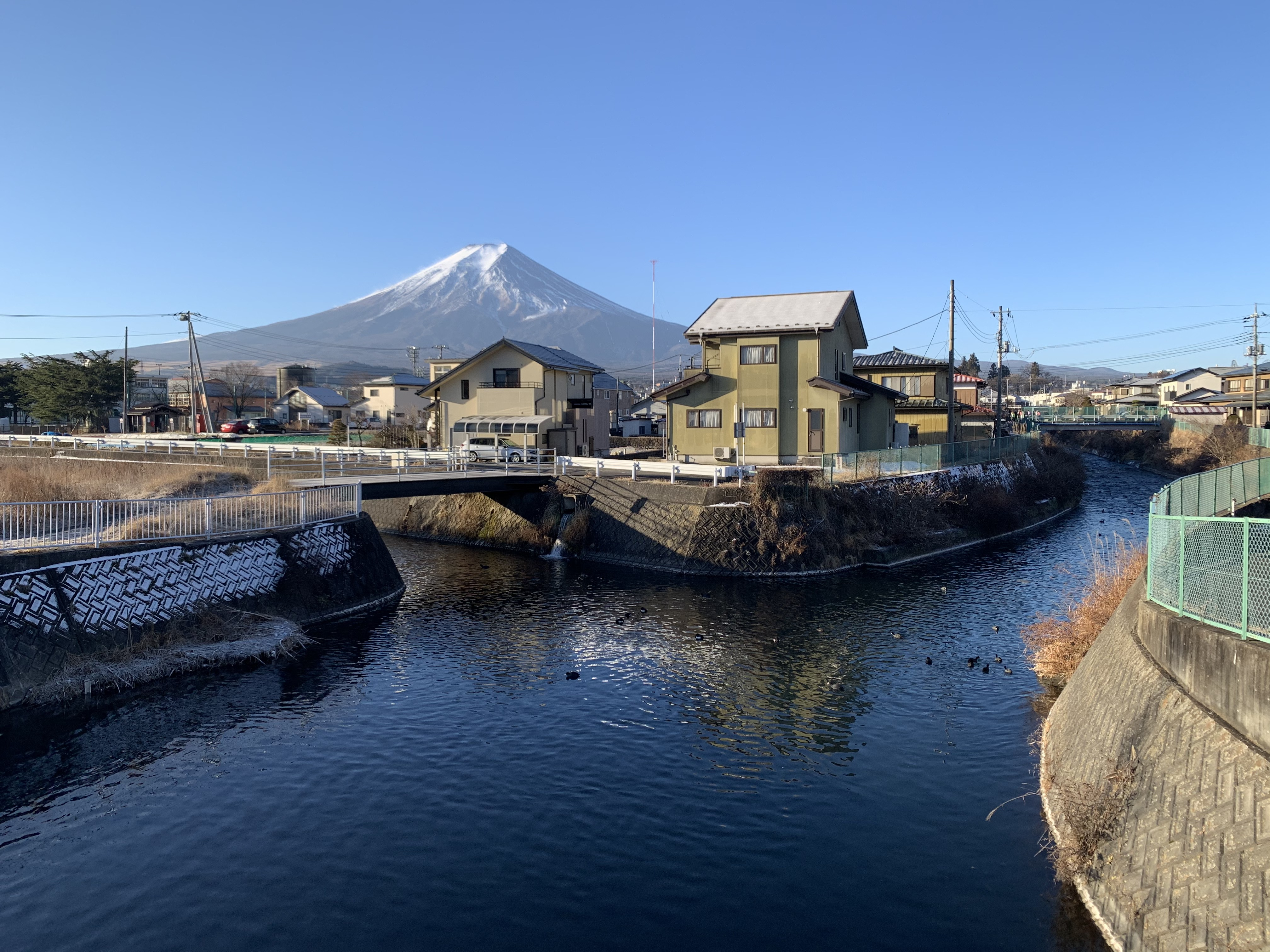
Połączenie rzek Miya i Nakazawa w mieście
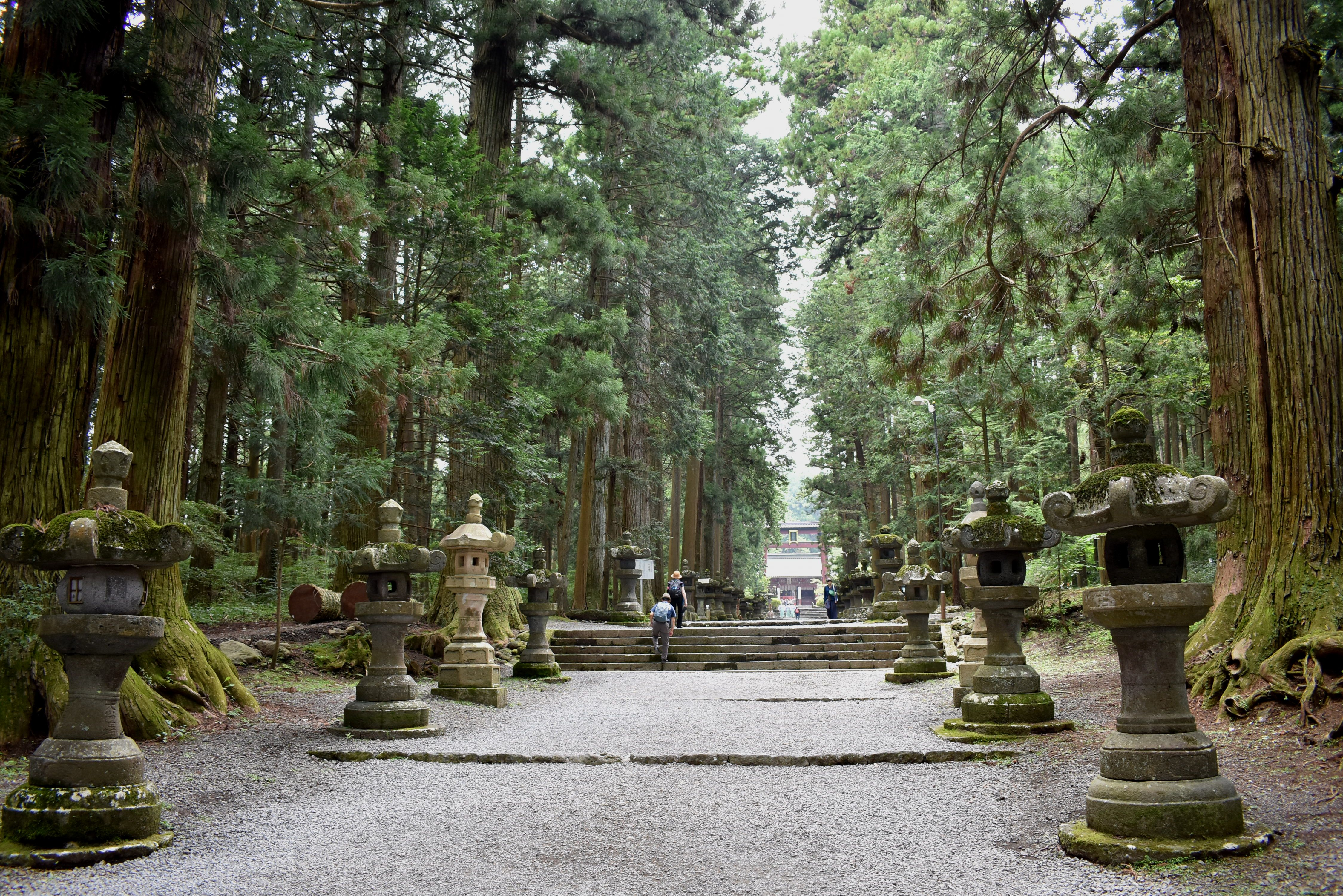
Droga prowadząca do chramu Kitaguchi Hongū Fuji Sengen
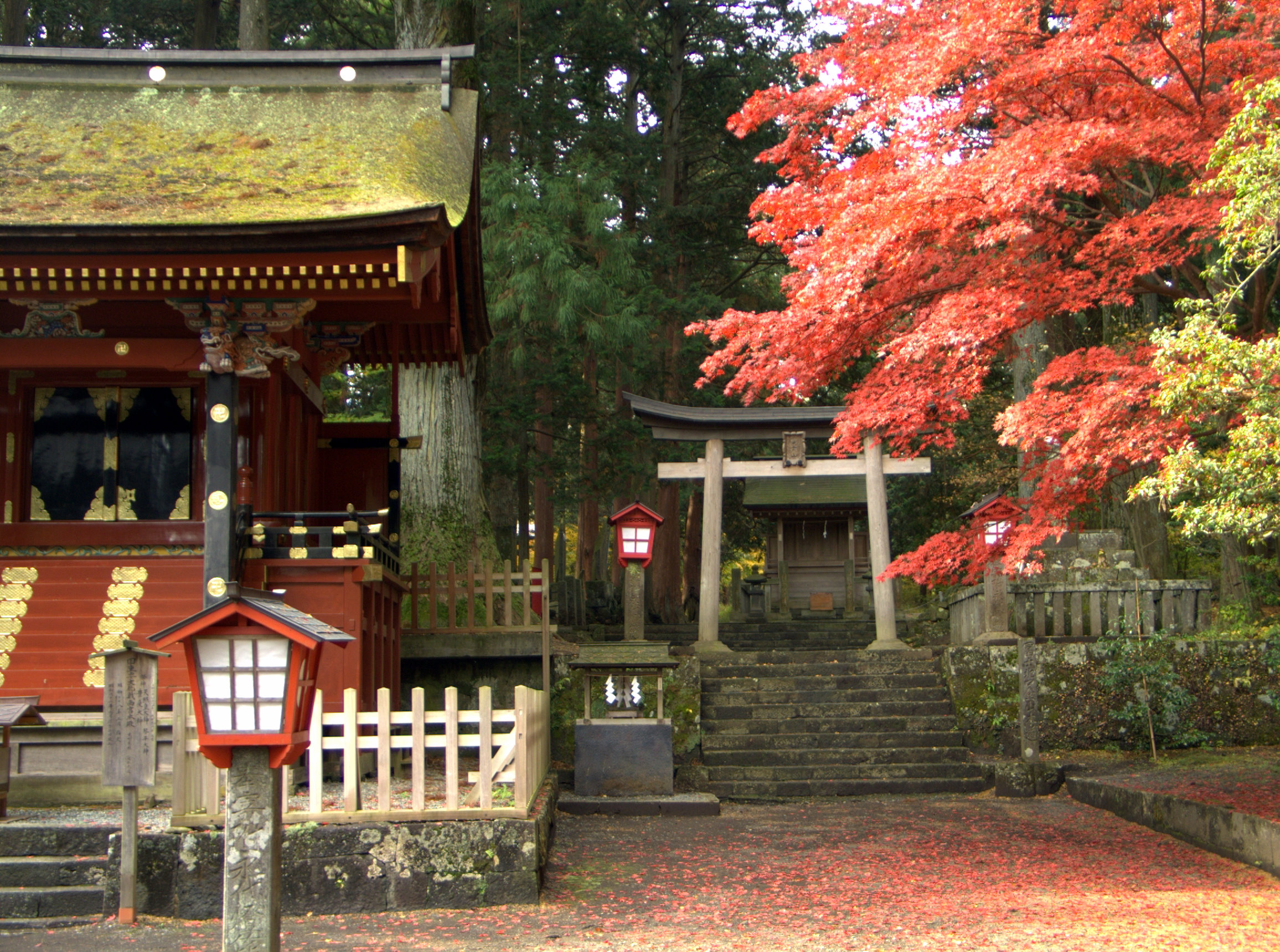
Chram Kitaguchi Hongū Fuji Sengen